# Žeževica
Žeževica je naselje u općini Šestanovac, u Splitsko-dalmatinskoj županiji.

## Zemljopis
Naselje se nalazi istočno od Šestanovca (naselja) i južno od Lovreća.

## Stanovništvo
1991. povećano za dio područja naselja Šestanovac. U 1857., 1869. i 1921. sadrži podatke za naselje Šestanovac, kao i dio podataka u 1910., 1931. i 1948., a u 1869. i za naselje Zadvarje, općina Zadvarje, kao i dio podataka u 1890.
| broj stanovnika | 740   | 1216  | 837   | 1241  | 1171  | 1295  | 1460  | 1374  | 1281  | 1068  | 1019  | 957   | 652   | 608   | 461   | 350   | 306   |
|                 | 1857. | 1869. | 1880. | 1890. | 1900. | 1910. | 1921. | 1931. | 1948. | 1953. | 1961. | 1971. | 1981. | 1991. | 2001. | 2011. | 2021. |

## Poznate osobe
- Božena Martinčević r. Popović, hrv. modna kreatorica, pionirka etno-mode i dizajna u Hrvatskoj, najveća splitska tekstilna umjetnica svih vremena, rodonačelnica splitske mode
- Matko Čikeš, hrvatski internist i onkolog
- Josip Čorić, hrvatski rimokatolički svećenik Splitsko-makarske nadbiskupije, sveučilišni profesor i publicist

## Znamenitosti
- Crkva sv. Jurja mučenika, zaštićeno kulturno dobro